# Fool to Cry
"Fool to Cry" er en sang fra det engelske rock ’n’ roll band The Rolling Stones, som findes på deres album fra 1976, Black and Blue.
Sangen blev indspillet i december 1974 og er skrevet af Mick Jagger og Keith Richards. Den er bemærkelsesværdig ved at være en af The Stones relativt få ballader. Mick Taylor havde netop forladt bandet, og gruppen manglende en ny guitarist. Optagelserne til Black and Blue fungerede som en prøve for at finde nye guitarister, hvilket er derfor Wayne Perkins spiller guitar på dette nummer. Både Jagger og Nicky Hopkins spillede på elektrisk klaver på nummeret, mens Hopkins også spiller synthesizer.
Nummeret blev udgivet som den første single fra Black and Blue albummet 20. april 1976. ”Fool to Cry” blev nummer 6 på UK Singles Chart og nummer 10 i USA. Den blev meget populær i flere lande. Det blev også den eneste single fra albummet, der opnåede så høj en hitlisteplacering.
Som et kuriosum kan det nævnes, at Keith Richards faldt i søvn, mens han spillede denne sang live i Tyskland.